# Schiessrothried-See
Der Schiessrothried-See ist kleiner Stausee in den Vogesen. Er entstand zunächst am Ende der Eiszeit als Gletschersee, versandete dann aber später zu einem Hochmoor. Um die Wasserzufuhr für Mühlen im Münstertal zu regulieren, wurde von 1887 bis 1891 ein Staudamm gebaut, der auf dem Moor den heutigen See entstehen ließ. Dieser besitzt eine Länge von etwa 400 m  bei einer maximalen Breite von 250 m und einer Tiefe von 11 m. Sein Abfluss, die Wormsabachrunz, mündet nach wenigen Kilometern in die Fecht, die das Münstertal durchfließt.

## Einzelnachweise

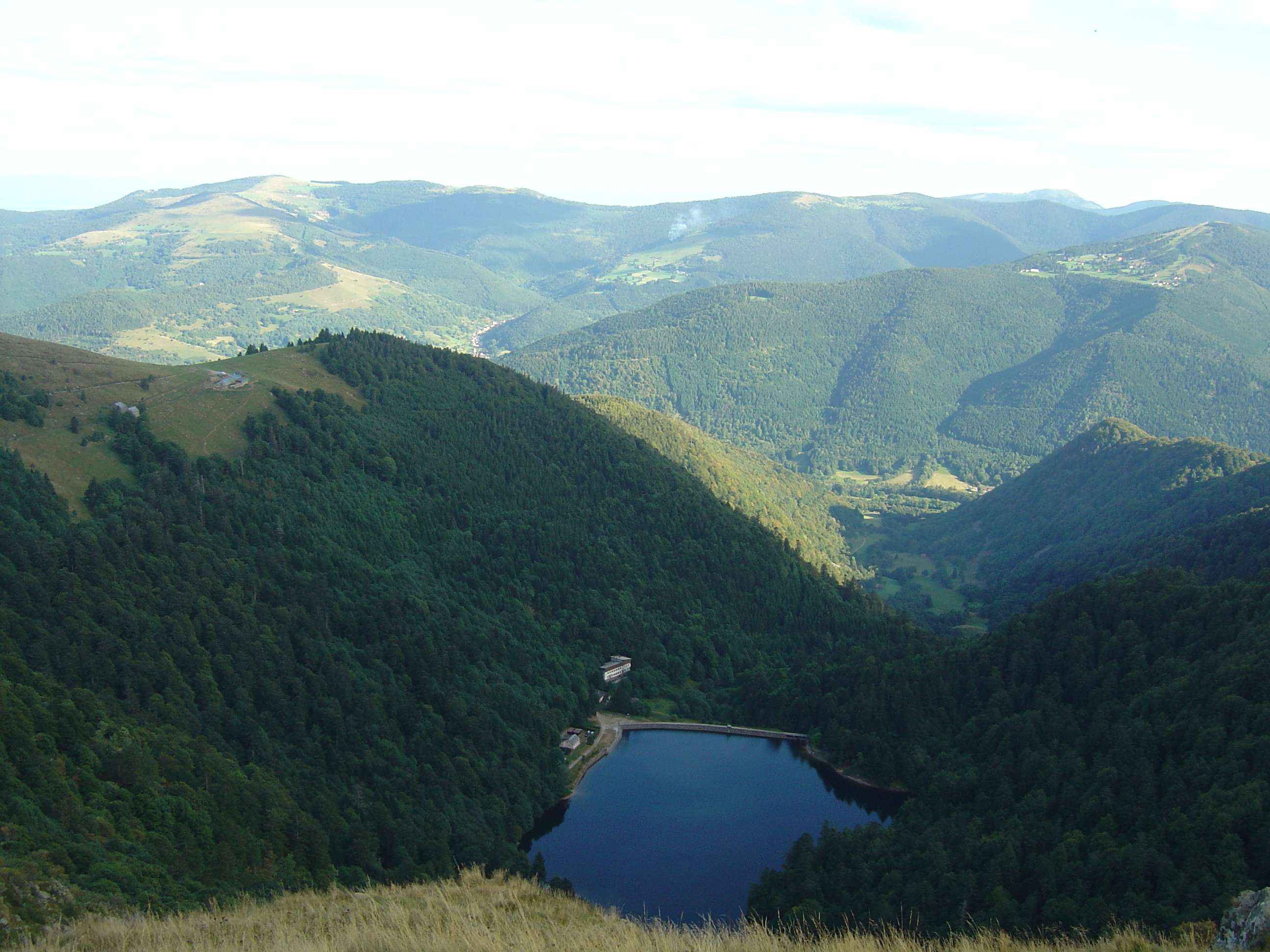
Schiessrothried-See